# Léon Nollet
Léon Nollet (Wilrijk, 17 de abril de 1932-Rumst, 14 de abril de 2016) fue un entrenador y jugador de fútbol que jugaba en la demarcación de centrocampista.

## Clubes

### Como futbolista
| Club               | País    | Año         |
| ------------------ | ------- | ----------- |
| K Beerschot VAC    | Bélgica | 1951 - 1956 |
| Royal Charleroi SC | Bélgica | 1956 - 1957 |
| Cercle Brugge      | Bélgica | 1957 - 1958 |
| K Kontich FC       | Bélgica | 1958 - 1961 |

### Como entrenador
| Club               | País    | Año         |
| ------------------ | ------- | ----------- |
| K Kontich FC       | Bélgica | 1958 - 1961 |
| K Beerschot VAC    | Bélgica | 1974        |
| KSC Lokeren        | Bélgica | 1978        |
| KAA Gante          | Bélgica | 1978 - 1980 |
| K Beerschot VAC    | Bélgica | 1980 - 1982 |
| K Sint-Niklase SKE | Bélgica | 1982 - 1985 |
| Royal Antwerp FC   | Bélgica | 1985 - 1986 |
| K Sint-Niklase SKE | Bélgica | 1986 - 1987 |
| K. Berchem Sport   | Bélgica | 1988 - 1989 |
| KSC Hasselt        | Bélgica | 1990 - 1993 |
| K Beringen FC      | Bélgica | 1994 - 1995 |
| K Stade Leuven     | Bélgica | 1995 - 1998 |